# الکس کندریک
الکس کندریک (انگلیسی: Alex Kendrick؛ زادهٔ ۱۹۷۰) کشیش، فیلم‌نامه‌نویس، تهیه‌کننده، کارگردان فیلم و بازیگر آمریکایی است. او بیشتر به خاطر کارگردانی و بازی در فیلم‌های مذهبی برجسته، از جمله در مقابل غول‌ها، اتاق جنگ، شجاع، ضد حریق و جاعل  شناخته شده است. او یکی از تنها دو کارگردان فیلم (به همراه راب راینر) است که سه فیلم در سینماسکور نمره "A+" دریافت کرده‌اند.
فیلم‌های کارگردانی شده توسط کندریک در مجموع بیش از ۱۹۰ میلیون دلار در سراسر جهان فروخته‌اند.

## زندگی شخصی
الکس کندریک با همسرش کریستینا ازدواج کرد و به آلبانی، جورجیا نقل مکان کرد و در آنجا به عنوان معاون کشیش رسانه در کلیسای باپتیست شروود خدمت کرد. الکس و همسرش اکنون شش فرزند دارند.